# Saint-Bruno-de-Montarville
Saint-Bruno-de-Montarville är en stad (kommun av typen ville) i provinsen Québec i Kanada. Den ligger i regionen Montérégie, i den sydöstra delen av landet, 180 km öster om huvudstaden Ottawa.